# 2324 Janice
2324 Janice è un asteroide della fascia principale. Scoperto nel 1978, presenta un'orbita caratterizzata da un semiasse maggiore pari a 3,0913448 UA e da un'eccentricità di 0,1737070, inclinata di 0,40348° rispetto all'eclittica.